# Vahlodea atropurpurea
Vahlodea atropurpurea — багаторічна трав'яниста рослина родини Тонконогові (Poaceae), поширена у північній частині північної півкулі.

## Опис
Стебла прямі, 15–20 см завдовжки. Лігули 0.8–3 мм довжиною. Листові пластини 1–7 см завдовжки; ширина 1–5 мм, поверхня гола або волосиста. Суцвіття — волоть, відкрита, яйцеподібна, довжиною 3–12 см. Гілочки суцвіття гладкі або шершаві. Колосочки одиночні. Родючі колосочки з квітоніжками. Колосочки довгасті, стиснуті з боків, довжиною 4–6 мм, розпадаються при зрілості. Колоскові луски стійкі, подібні, перевищують верхівки квіточок, блискучі. Нижня колоскова луска ланцетна, 4–6 мм завдовжки, 1-кілева, 3-жильна, верхівка гостра. Верхня колоскова луска яйцеподібна довжиною 4–6 мм, 1-кілева, 3-жильна, верхівка гостра. Родюча лема яйцеподібна, довжиною 1.8–2.5 мм, блискуча без кіля; 5-жильна, верхівка зубчаста. Пиляків 3; 0.4–0.8 мм довжиною.

## Поширення
Північна Америка: Ґренландія, Канада, США; Азія: Японія, Росія; Європа: Фінляндія, Норвегія, Швеція, Росія.

## Галерея

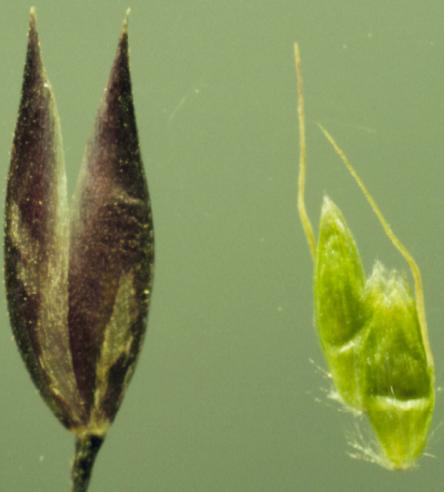
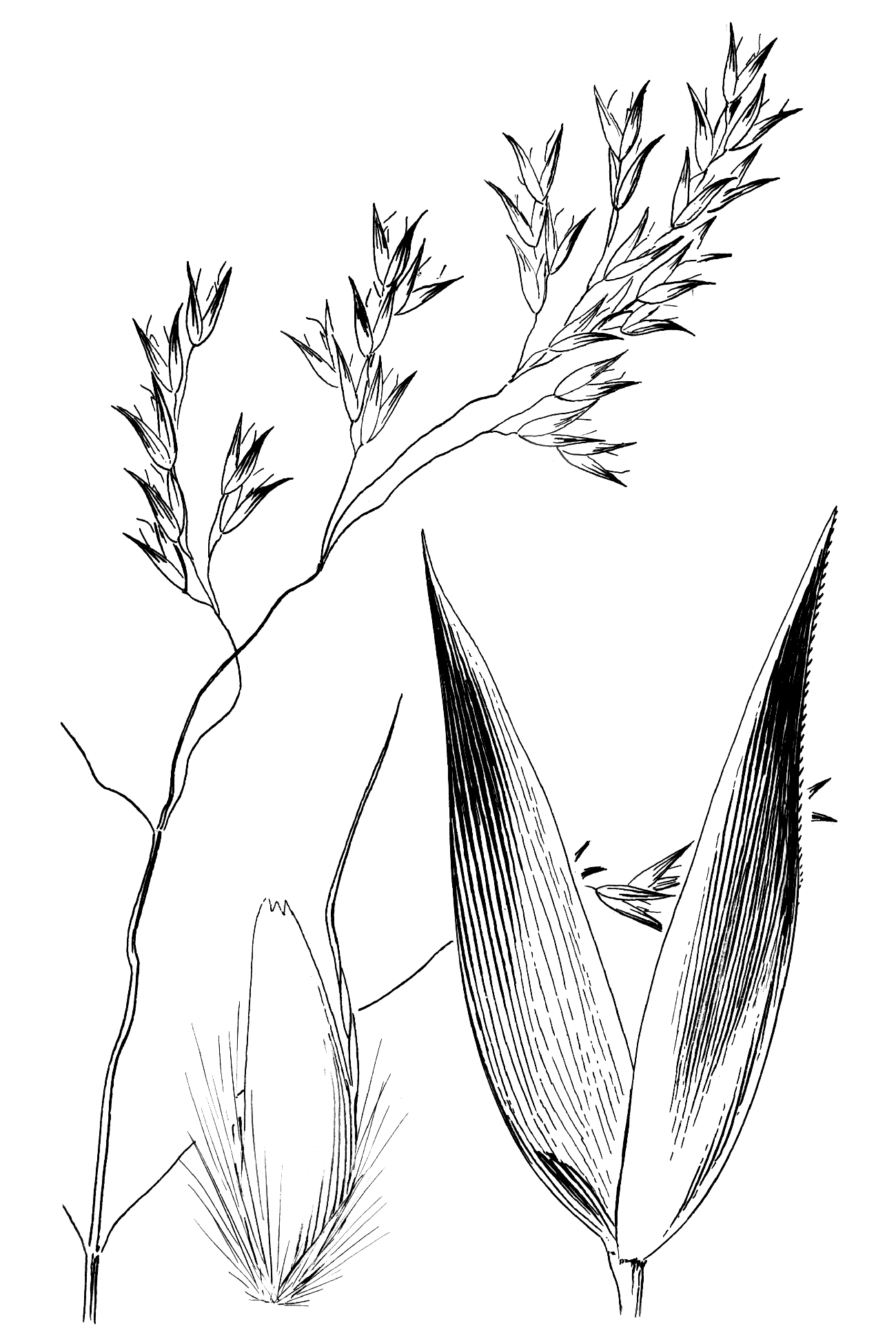